# LIVE 97-99 MOOD
『LIVE 97-99 MOOD』（ライブ ナインティスリー・ナインティナイン ムード）は、2000年3月8日にEpic Recordsから発売されたCHARA初のライブ・アルバム。規格品番：ESCB-2100/1。

## 内容
デビュー9年目で発売された2枚組・初ライブ・アルバム。『Junior Sweet』と『Strange Fruits』からなる2枚のオリジナル・アルバム楽曲を中心に収録されている。

## 収録曲

### Disc 1
1. あたしはここよ
2. しましまのバンビ
3. Happy Toy
4. どこに行ったんだろう?あのバカは
5. オブラート
6. あの家に帰ろう
7. つたわって
8. 青い鳥
9. Swallowtail Butterfly 〜あいのうた〜
10. Duca

### Disc 2
1. うそつくのに慣れないで
2. 私はかわいい人といわれたい
3. Break These Chain
4. ミルク
5. 上海ベイベ
6. タイムマシーン
7. 花の夢
8. やさしい気持ち
9. Tiny Tiny Tiny